# Everybody (песня Леонида Руденко)
«Everybody» — сингл российского DJ Леонида Руденко. В песне использован вокал Келли Барнс — певицы из Лос-Анджелеса, участницы группы «Ragsy». Неофициальный ремикс, использовавший семпл из песни Тимбалэнда Cop That Shit, был в ротации британских музыкальных каналов. Другая версия песни была позже записана британской певицей Шарлен Рена, которая позже снялась в видеоклипе на эту композицию, и исполняла её на концертах в Великобритании, Европе и Ближнем Востоке.

## Выступление в чартах
В первую неделю с момента релиза, песня достигла 24 места в UK Singles Chart. и 2-го в UK Dance Chart. Однако она смогла задержаться в Top 75 только на 3 недели. Видеоклип на песню был более успешен, и попал в ротацию таких каналов, как 4Music, где смог подняться до 4 места в чарте 'Today’s 4Music Top 10' . Видео получили ротацию также на каналах The Box, MTV Dance, Flaunt и Clubland TV.

## Список композиций
- EU CD макси сингл[1]

1. «Everybody» (Radio Mix) — 2:44
2. «Everybody» (Club Mix) — 5:53
3. «Everybody» (Dabruck & Klein Remix) — 7:09
4. «Everybody» (Bass Slammers Remix) — 5:44

- UK CD 1[2]

1. «Everybody» (Radio Edit) — 2:44
2. «Everybody» (Morjac Edit) — 6:27

- UK CD 2[3]

1. «Everybody» (Club Mix) — 5:59
2. «Everybody» (Darbuck & Klein Remix) — 7:10
3. «Everybody» (Morjac Remix) — 6:27
4. «Everybody» (Danny Byrd Remix) — 6:06

- UK макси CD[4]

1. «Everybody» (Radio Edit) — 2:50
2. «Everybody» (Club Mix) — 5:59
3. «Everybody» (Don Diablo Remix) — 6:03
4. «Everybody» (Morjac Remix) — 6:27
5. «Everybody» (Darbuck & Klein Remix) — 7:10
6. «Everybody» (Agent X Remix) — 4:21
7. «Everybody» (Danny Byrd Remix) — 6:06

### Официальные миксы
1. «Everybody» (Radio Edit) — 02:50
2. «Everybody» (Extended/Club Mix) — 05:59
3. «Everybody» (Morjac Mix) — 06:27
4. «Everybody» (Darbuck & Klein Remix) — 07:10
5. «Everybody» (Nino Anthony’s Confessions Mix) — 07:15
6. «Everybody» (Don Diablo Remix) — 06:03
7. «Everybody» (Disko Loko Mix) — 08:02
8. «Everybody» (123xyz Mix) — 07:35
9. «Everybody» (Agent X Remix) — 04:21
10. «Everybody» (Danny Byrd Remix) — 6:06

## Чарты
| Чарт (2009)                     | Наивысшее место |
| ------------------------------- | --------------- |
| Великобритания (OCC UK Singles) | 24              |